# 사루마루노 다이후

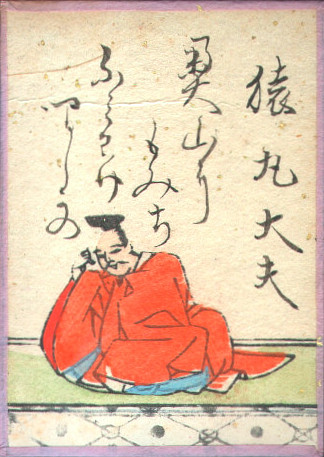
사루마루노 다이후（백인일수）

사루마루노 다이후(일본어: 猿丸大夫)는 일본 36가선중 한명이다. 생몰년이 불분명한데다 실존 인물인지에 대해서도 의견이 분분하다.

## 추정
혹자는 겐메이 천황(일본어: 元明天皇) 시대 또는 간교(일본어: 元慶) 시대의 인물이라고 추측하고 있으나(670년 ~ 880년), 이 또한 추측일 뿐이다. 정확한 기록이 없이 단지 5위직의 관직에 있었다는 것만 추측할 수 있을 뿐이다.
일본의 철학자 우메하라 다케시(일본어: 梅原猛)는 자신의 논문 『스이데노카-가키노모토노 히토마로로(水底の歌-柿本人麻呂論)』를 통해 사루마루노 다이후가 일본 최고(最古) 시가집(詩歌集) 만엽집(萬葉集, 만요슈)의 주요인물인 가키노모토노 히토마로(일본어: 柿本人麻呂)와 동일인물이라는 설을 제기했으나, 설이 설립되기 위한 역사적 근거가 부족해 이 또한 무리라는 견해가 압도적으로 많다. 고금화가집(古今和歌集, 고킨와카슈)에 수록된 와카(和歌)들도 사루마루노 다이후가 읊었는지 의심이 되는 와카들이 상당히 많다. 대부분 후대로 넘어오면서 다른이로 인해 그 성격이 바뀌었다는 견해가 많다.

## 전설
무쓰(陸奥)의 오노(小野, 효고현)에서 살았다고 하는 오노노 다이후(小野猿丸)는 사루마루노 다이후의 장자손이었다고 한다. 어느 날 서로 인접한 시모쓰케(下野)의 닛코곤겐(日光権現)와 고즈케(上野)의 아카기 신(赤城神)이라는 두 신(神)이 신사(神寺) 쟁탈 싸움이 일었을때, 가시마(鹿島) 명신(明神)이 명사수인 오노노 다이후를 설득시켜 뇨호곤겐(女体権現)이 사슴의 형상을 하고 오노노 다이후가 이를 타고다니며 전투를 벌여 시모쓰케의 닛코우곤겐의 승리를 가졌다고 한다. 이황산신전(二荒山神伝)에 이 이야기가 수록되어 있다.

## 참고 문헌
- 柳田國男　『神を助けた話』〈『炉辺叢書』4〉　玄文社、1920年

## 같이 보기
- 36가선